# Hietakalla (ö i Norra Österbotten, Oulunkaari, lat 65,50, long 25,15)
Hietakalla är en ö i Finland. Den ligger i Bottenviken och i kommunen Ijo i den ekonomiska regionen  Oulunkaari i landskapet Norra Österbotten, i den norra delen av landet. Ön ligger omkring 57 kilometer norr om Uleåborg och omkring 590 kilometer norr om Helsingfors.
Öns area är 4 hektar och dess största längd är 470 meter i öst-västlig riktning.